# 卡爾舍亞卡

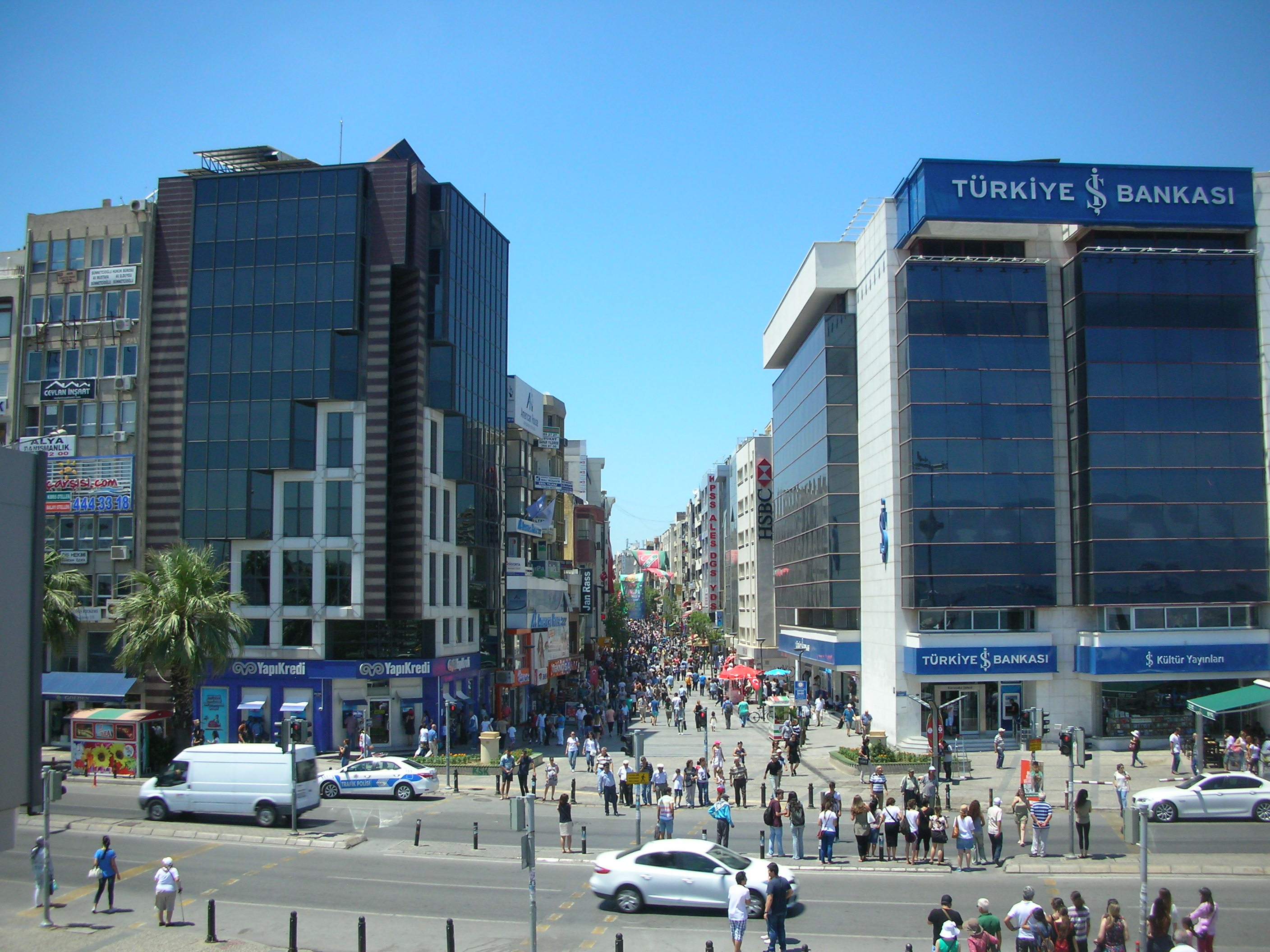
卡爾舍亞卡的鬧區

卡爾舍亞卡（土耳其語：Karşıyaka）是位於土耳其伊兹密尔省的一個行政區，其位於伊兹密尔以北，與伊茲密爾市中心官邸区的官邸广场隔著伊茲米爾灣相望。卡爾舍亞卡地區北部和梅內門接壤，東西面分別與波爾諾瓦和奇格利相鄰。當地除了商業、文化、教育與旅遊活動熱絡之外，活躍於該地區的卡爾舍亞卡體育俱樂部同時也是卡爾舍亞卡城市文化的中心，擁有為數眾多的熱情支持者。